# Morschenbergbrunnen
Koordinaten: 49° 18′ 8,1″ N, 8° 3′ 11,4″ O
Der Morschenbergbrunnen ist eine gefasste Quelle, die in einer Höhe von 436 m am Osthang des Morschenberges (608,3 m), einem Berg in der Haardt am Ostrand des Pfälzerwalds, liegt. Die eigentliche Morschenbergquelle entspringt etwa fünfzig Meter oberhalb des Hanges in einer Höhe von 462 m. Der Brunnen und die Quelle liegen in der Waldgemarkung der Gemeinde Kirrweiler, einer der beiden Exklaven Kirrweilers im Pfälzerwald.

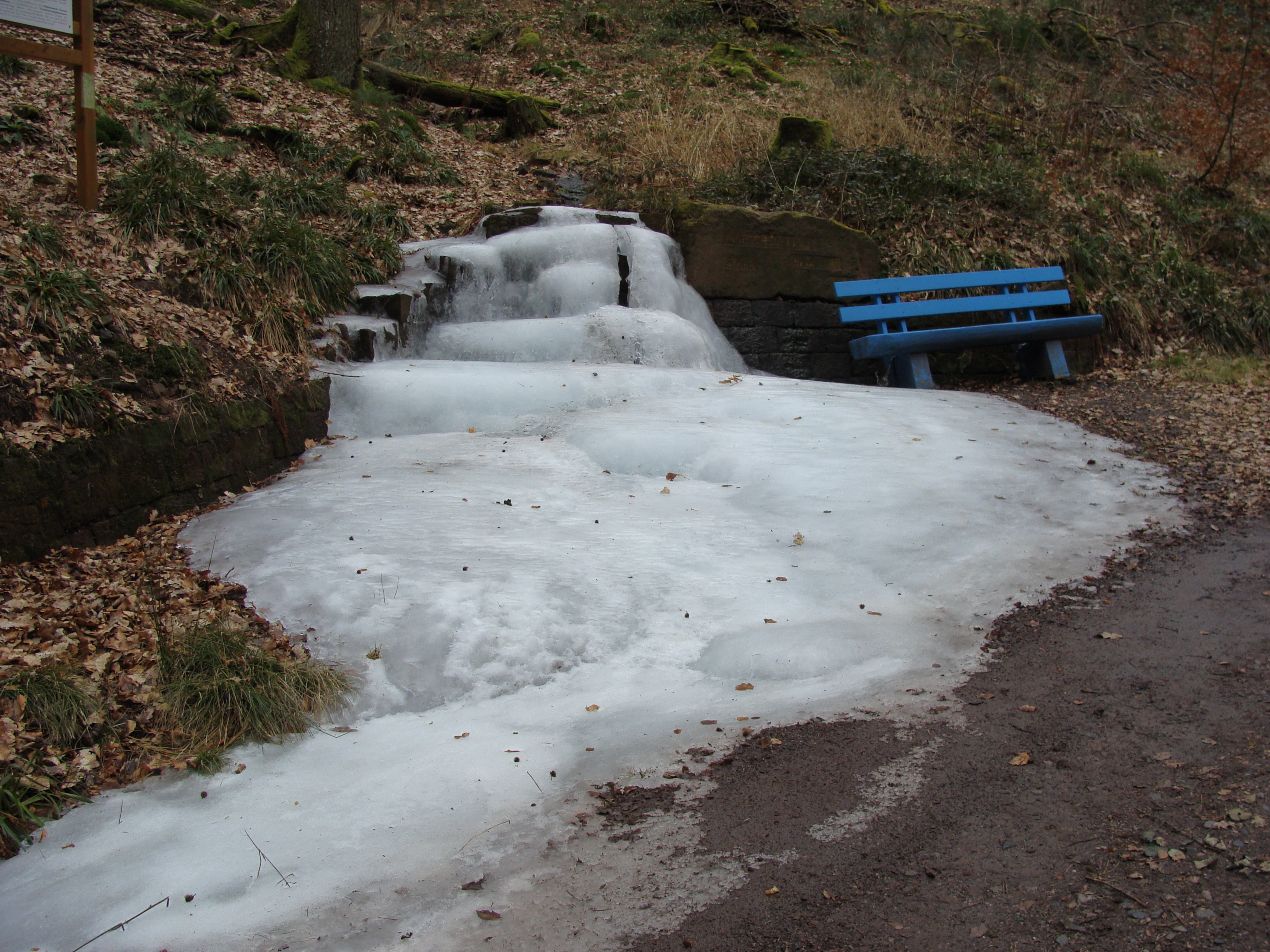
Winterbild

## Lage
Die Quelle und der Brunnen liegen im oberen Teil des Haselbachtals, einem Nebental des Edenkobener Tales. Das Haselbachtal trennt die Berge Morschenberg im Westen, Schafkopf (616,8 m) im Norden und Hochberg (635,3 m) im Osten. Der Haselbach wird unter anderem von dieser Quelle gespeist und mündet in der Nähe des Hüttenbrunnens in den Triefenbach.

## Beschreibung
Geologisch ist der Nordosthang des Morschenbergs durch die Trifelsschichten des mittleren Buntsandsteins (Hauptbuntsandstein) geprägt. Deren mächtige Felsbänke sind ein guter Leiter des Kluftgrundwassers, das in Form einer Sturzquelle im Tal austritt. In regenarmen Sommern fallen die Quelle und der Brunnen trocken.

## Geschichte
Die Anlage wurde im Jahr 2000 vom Pfälzerwaldverein und dem damaligen Forstamt Edenkoben umfänglich saniert. Mittlerweile ist sie wieder durch waldtypischen Pflanzenbestand überwuchert.

## Zugang und Wandern
Die Quelle kann über markierte Wanderwege des Pfälzerwald-Vereins erreicht werden. Vom Wanderparkplatz an der Totenkopfstraße (Landesstraße 514) bei der Pfälzerwald-Vereinshütte Haus an den Fichten erreicht man die Quelle aus den Sankt Martiner Tal über die Sankt Martiner Hütte am Pass zwischen Hochberg und Schafkopf in etwa 40 Minuten. Alternativ erreicht man die Quelle aus dem Edenkobener Tal von der Edenkobener Hütte am Hüttenbrunnen durch den Aufstieg im Haselbachtal.